# Miłek
Miłek (Adonis L.) – rodzaj roślin należących do rodziny jaskrowatych (Ranunculaceae). Obejmuje 33 gatunki. Rośliny te występują naturalnie w Eurazji oraz Afryce Północnej. W Polsce występują w stanie dzikim trzy gatunki, z czego jako rodzimy tylko miłek wiosenny A. vernalis, kilka innych bywa uprawianych.

## Morfologia

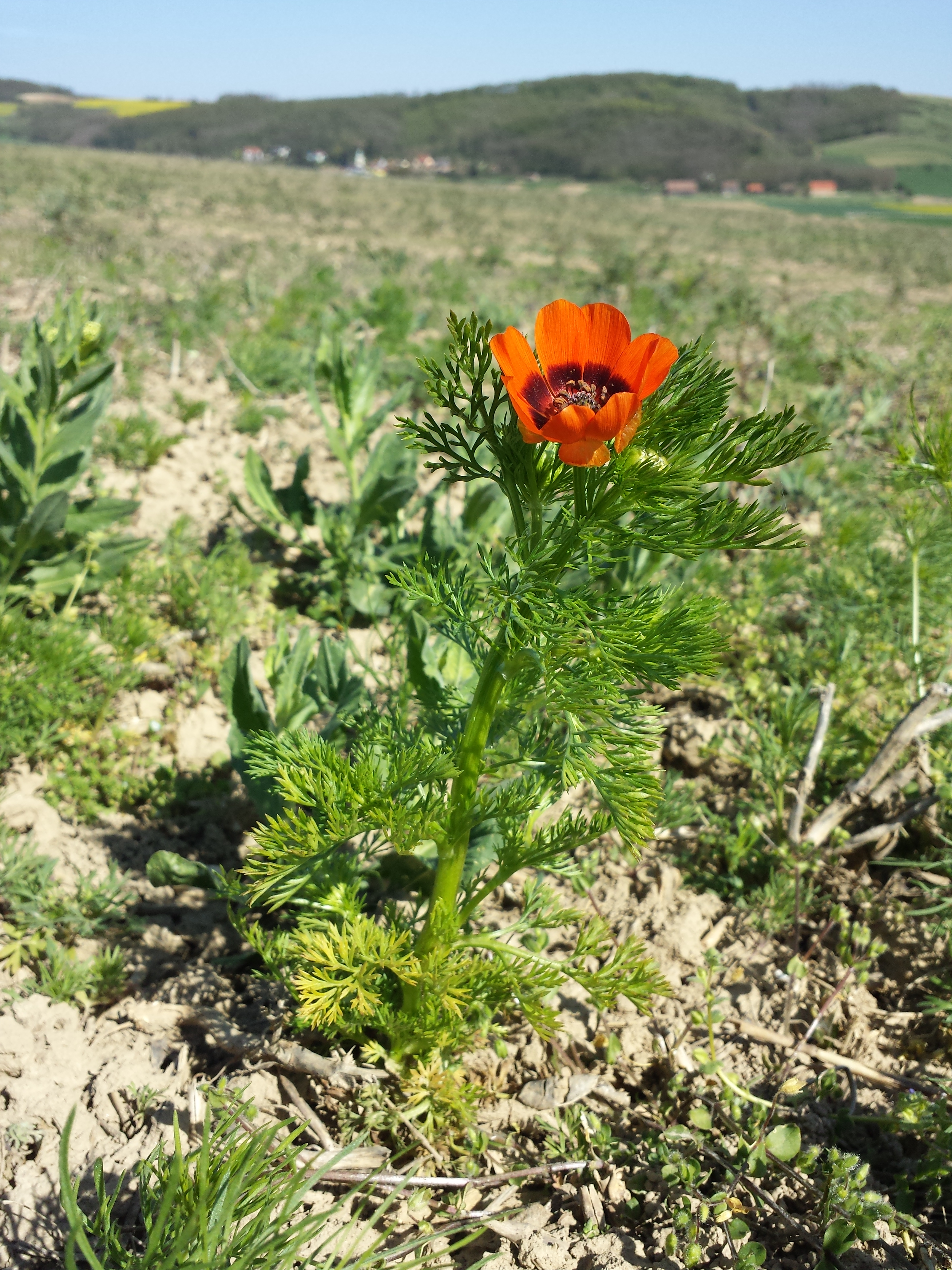
Miłek letni

PokrójRoślina zielna – jednoroczna lub bylina. Wytwarza kłącza.
LiścieNaprzemianległe. Posiada zarówno liście odziomkowe jak i łodygowe. Tych ostatnich niekiedy nie ma podczas kwitnienia. Z reguły są całobrzegie.
KwiatySą pojedyncze, obupłciowe i aktynomorficzne. Składają się z 5–8 działek kielicha, 3–24 płatków korony pozbawionych nektaru, 15–80 pręcików i zalążni z 20–50 słupkami.
OwoceSiedzące niełupki.

## Systematyka

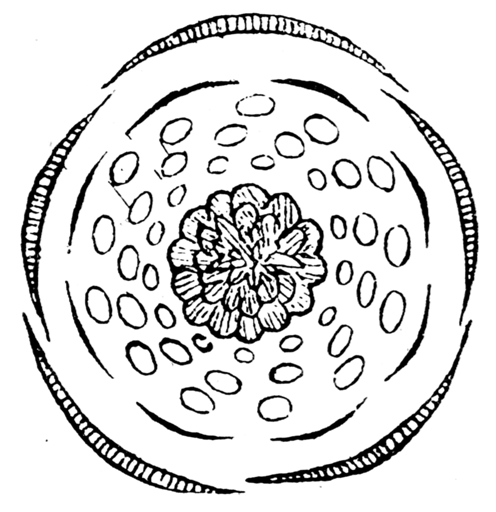
Narys kwiatowy

Pozycja według APweb (aktualizowany system APG IV z 2016)
Rodzaj z podrodziny Ranunculoideae Arnott, rodziny jaskrowatych (Ranunculaceae) z rzędu jaskrowców (Ranunculales), należących do kladu dwuliściennych właściwych (eudicots). 
Gatunki flory Polski
- miłek letni Adonis aestivalis L. – antropofit zadomowiony
- miłek szkarłatny Adonis flammea Jacq. – antropofit zadomowiony
- miłek wiosenny Adonis vernalis L.

Wykaz gatunków
- Adonis aestivalis L. – miłek letni
- Adonis aleppica Boiss.
- Adonis amurensis Regel & Radde – miłek amurski
- Adonis annua L. – miłek jesienny
- Adonis apennina L.
- Adonis bobroviana Simonov.
- Adonis chrysocyathus Hook.f. & Thomson – miłek złocisty
- Adonis coerulea Maxim.
- Adonis cretica (Huth) Imam, Chrtek & A.Slavíková
- Adonis cyllenea Boiss., Heldr. & Orph.
- Adonis davidi Franch.
- Adonis dentata Delile
- Adonis distorta Ten.
- Adonis eriocalycina Boiss.
- Adonis flammea Jacq. – miłek szkarłatny
- Adonis globosa C.H.Steinb. ex Rech.f.
- Adonis × hybrida G.Wolff ex Simonk.
- Adonis leiosepala Butkov
- Adonis microcarpa DC.
- Adonis mongolica Simonov.
- Adonis multiflora Nishikawa & Koji Ito
- Adonis nepalensis Simonov.
- Adonis palaestina Boiss.
- Adonis pseudoamurensis W.T.Wang
- Adonis pyrenaica DC.
- Adonis ramosa Franch.
- Adonis scrobiculata Boiss.
- Adonis shikokuensis Nishikawa & Koji Ito
- Adonis sutchuenensis Franch.
- Adonis tianschanica (Adolf) Lipsch.
- Adonis turkestanica (Korsh.) Adolf – miłek turkiestański
- Adonis vernalis L. – miłek wiosenny
- Adonis villosa Ledeb.
- Adonis volgensis Steven ex DC. – miłek wołżański